# أوسكار سالازار (لاعب تايكوندو)
أوسكار سالازار (بالإسبانية: Óscar Salazar Blanco) هو لاعب تايكوندو مكسيكي، ولد في 3 نوفمبر 1977 في مدينة مكسيكو في المكسيك.

## وصلات خارجية
- أوسكار سالازار على موقع TaekwondoData.com (الإنجليزية)
- أوسكار سالازار على موقع أوليمبيديا (الإنجليزية)